# Constitution de l'État de Koror
Lire en ligne

Voir sur wikisource (fr)

La constitution de Koror est le texte fondamental de l'État de Koror, aux Palaos.

## Contenu
La constitution de Koror comprend un préambule et 12 articles (sections).
L'article I section 1 définit le territoire de Koror comme étant composé des îles faisant partie de Koror selon le droit traditionnel. Les frontières internes sont également issues du droit traditionnel.
L'article II section 1 définit la constitution comme norme suprême de Koror.
L'article III définit un citoyen de Koror comme étant de Koror selon le droit traditionnel et citoyen paluan.
L'article IV renvoie à la Constitution des Palaos pour ce qui concerne les éléments relatifs aux droits fondamentaux.
L'article V établit que, pour pouvoir voter, il faut être citoyen paluan de Koror, avoir 18 ans ou plus et avoir sa résidence enregistrée à Koror.
L'article VI institue la Chambre des chefs traditionnels qui est l'autorité suprême de Koror en matière de droit coutumier. Une chambre séparée, la chambre de Kerengab, existe pour les femmes.  Ne pouvant légiférer ou exécuter les lois en dehors du cadre prévu par le droit traditionnel, tout sujet concernant les femmes doit lui être référé pour considération.
L'article VII institue le rôle de gouverneur de Koror, qui dirige l'administration de l’État. Il est élu pour un mandat de 4 ans pour un maximum de trois mandats consécutifs.
L'article VIII concerne la Législature de Koror, détentrice du pouvoir législatif. Elle est composée de dix-sept membres (12 représentants chacun des villages de Koror et le reste élu par tous l’État) élus pour 4 ans.
L'article IX crée le trésor de l’État de Koror.
Un ensemble de dispositions générales sont contenues à l'article X :
- la section 1 dispose que l'anglais et le paluan sont les deux langues officielles de Koror. Toutefois, la version paluane des textes législatifs et constitutionnels prévaut en cas de conflit entre deux versions linguistiques[12].
- la section 2 prévoit des limitations aux capacités de saisine de la propriété privée, disposant qu'une telle procédure doit être fait pour un usage public, à la suite d'une consultation publique et après paiement d'une compensation[13].
- la section 3 crée une obligation pour le gouvernement kororais au sujet de l'éducation, de la santé et du bien-être des habitants de l’État[14].
- la section 4 prévoit la restitution des terres publiques créées par les puissances coloniales à leurs propriétaires originaux ou à leurs descendants selon des dispositions législatives spéciales et la constitution des Palaos[15].
- les sections 5 et 6 interdisent les impôts fonciers et les taxes liées aux personnes (interdisant par exemple le paiement d'un droit d'entrée)[16].
- la section 7 dispose que le gouvernement kororais reconnaît les relations traditionnelles et coutumières existant entre lui et les autres États paluans[17].

L'article XI dispose qu'un amendement à la Constitution peut être proposé par une pétition populaire ou par deux tiers des membres de la Législature. Un amendement est approuvé à la majorité des votes exprimés à l'échelle de l’État. La section 3 dispose qu'il est possible d'amender une norme traditionnelle uniquement selon les dispositions du droit coutumier.
L'article XII contient les dispositions transitoires lors de l'indépendance. L'article dispose que la constitution entre en vigueur le 21 octobre 1983. L'entrée en vigueur n’a pas entraîné l’abrogation des lois adoptées pendant la période coloniale et l’administration américaine dans la mesure de leur conformité à la nouvelle constitution et en l’attente de leur remplacement par de nouvelles lois. Enfin, la date limite prévue pour l'organisation des premières élections fut le 11 novembre 1997 et les nouveaux élus sont entrés en fonction le 14 janvier 1998.

## Sources

## Compléments